# Helige Andes orden

En av flera varianter på ordenstecknet.

Helige Andes Orden, Helgeandsorden (italienska: Ordine degli Ospedalieri di S. Spirito) var en romersk-katolsk religiös orden för munkar inriktad på sjukvård, instiftad av Guido av Montpellier (död 1209). Orden grundades då Montpeillier etablerade ett hospital med tillhörande lekmannarörelse, helgat åt den helige ande, i sin födelsestad i Provence 1170–1180. Orden erkändes officiellt 1204 av påve Innocentius III.

## Historik
Orden ägnade sig åt att uppföra sjukhus, så kallade Helgeandshus, i Europa under medeltiden.
Alltifrån början synas ordens prästbröder ha följt Augustinus regel jämte sina särskilda statuter och påve Eugenius IV inskärper ånyo denna regel. Ordenstecknet var ett tolvuddat dubbelkors.
Ordens förmögenhet drog till sig giriga personer, och en avknoppning, Riddarna av Heliga andens orden, försökte göra det till en militär orden. Sedan flera påvar kämpat för att behålla ordens ursprungliga hospitala ändamål, återupprättade påven Pius V riddarorden 1619 och gav dem makten över Heliga andens orden. Därefter kom orden att övertas av Ludvig XIV, tills ett påvligt edikt 1700 slutligen fastslog att det uteslutande skulle vara en kyrklig orden med uteslutande religiösa göromål som skulle ägna sig åt välgörenhet.

## Verksamhet
År 1198 ägde stiftelsen 11 hospital, varav 2 i Rom. Redan då nämndes två slag av ordensmedlemmar, lekbröder och präster. I de större klostren (Helgeandskloster) fanns senare även systrar. De av stiftaren fastställda föreskrifterna är lånade från johanniterna, och hela brödraskapet kan karakteriseras såsom borgerliga johanniter. Deras hospital var inte egentliga sjukhus, utan även avsedda för fattiga, vägfarande, barnaföderskor och hittebarn; särskilt är vården av de sistnämnda karakteristisk för orden.
Längre fram under medeltiden var hospitalen i övervägande grad vårdanstalter för gamla, svaga och icke arbetsföra. År 1204 upplät Innocentius III åt Guido och hans brödraskap hospitalet Santo Spirito in Sassia i Rom, som blev ordens moderkloster. Samtidigt ställdes den nya stiftelsen under påvens uppsikt, så att Innocentius kan anses som dess andre stiftare. Någon större utbredning nådde Helgeandsorden aldrig; under sin glanstid synes den ha omfattat omkring 150 kloster. På 1300-talet delades orden i provinser under provinsialpriorer.
På 1400-talet uppfördes Arcispedale di Santo Spirito i Sassia, som med tiden blev kommunsjukhus för Roms invånare, där det som mest arbetade 100 personer. Verksamheten i Rom övertogs med tiden av den medicinska professionen, men liknande verksamheter i Frankrike fanns ännu på 1900-talet.

## Helgeandsorden i Norden
I de nordiska länderna synes orden ha haft sju kloster, varav sex i Danmark (Köpenhamn, Ålborg, Fåborg, Malmö, Nakskov och Randers) och i Sverige ett, Söderköping, ursprungligen S:t Görans hospital, som 1498–1500 inträdde i Helgeandsorden, men som dock synes ha stått oberoende av provinsen Dacia.

### Munkkloster i Sverige under medeltiden
- Söderköpings hospital, Östergötland, runt 1500